# Torben Lütjen

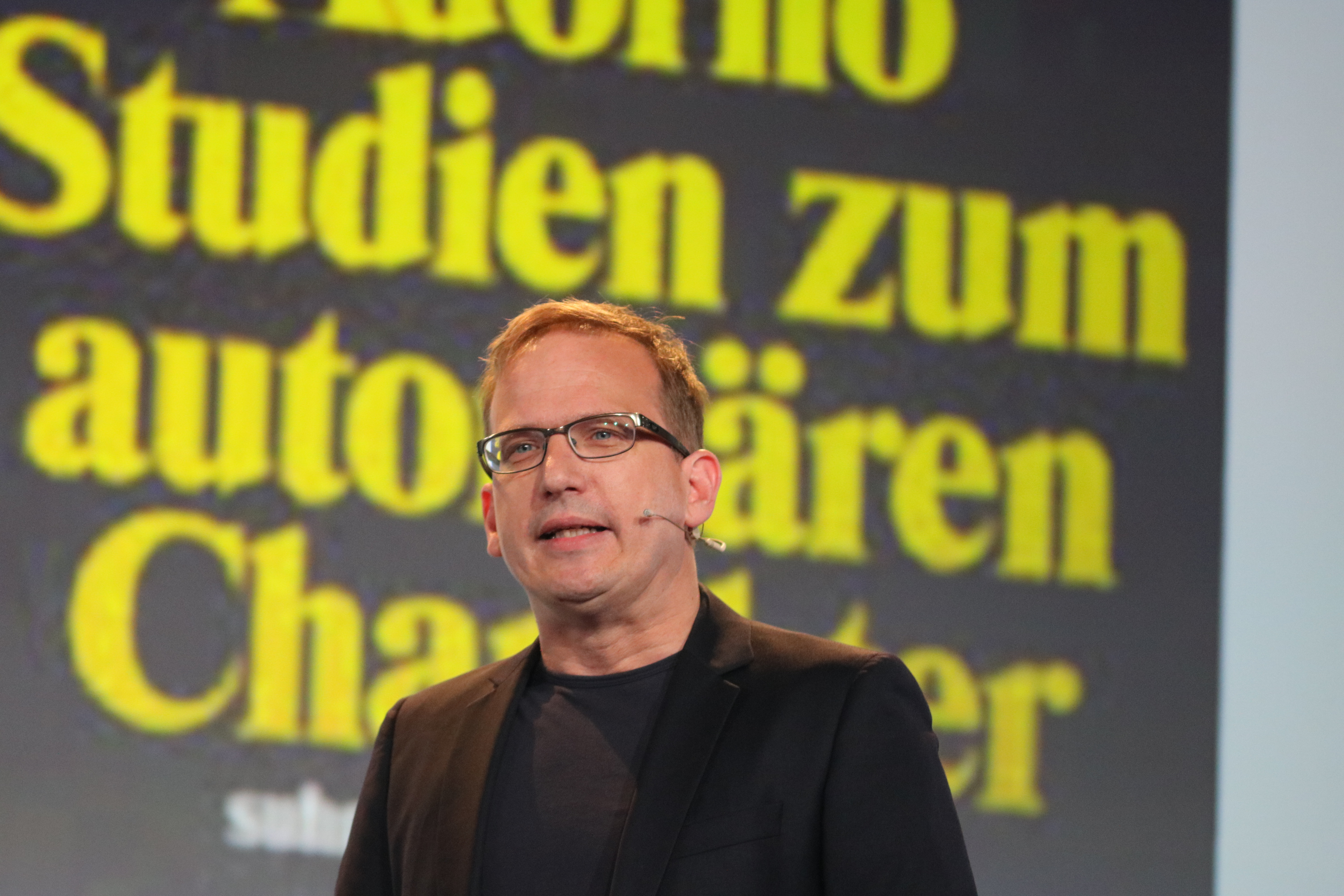
Torben Lütjen auf der re:publica 2019

Torben Lütjen (* 1974 in Bremen) ist ein deutscher Politikwissenschaftler.

## Werdegang
Lütjen hat Politikwissenschaft in Göttingen, Caen und Berkeley studiert. Von 2006 bis 2008 war er Mitarbeiter des DFG-Graduiertenkollegs „Freunde, Gönner, Getreue: Praxis und Semantik von Freundschaft und Patronage in historischer, anthropologischer und kulturvergleichender Perspektive“ der Universität Freiburg. Anschließend war er bis 2015 Leiter einer Forschungsgruppe an der Heinrich-Heine-Universität Düsseldorf, die von der VolkswagenStiftung mit einem Schumpeter-Fellowship gefördert wurde. 2015 bis 2016 arbeitete er als Direktor in Vertretung des Instituts für Demokratieforschung an der Universität Göttingen und zwischen 2017 und 2020 war er DAAD Visiting Associate Professor of European Studies and Political Science an der Vanderbilt University. Es folgten eine Vertretungsprofessur für Vergleichende Politikwissenschaft an der Christian-Albrechts-Universität zu Kiel, eine Stelle als Stipendiat/Fellow am Alfried Krupp Wissenschaftskolleg Greifswald und eine Vertretungsprofessur für Politische Ökonomie an der Heinrich-Heine-Universität Düsseldorf, ehe er seit Juli 2022 eine volle Professur für Partizipations- und Demokratieforschung an der Europa-Universität Flensburg innehat.

## Veröffentlichungen
- Karl Schiller (1911–1994). „Superminister“ Willy Brandts. Dietz-Verlag, Bonn 2007, ISBN 3-8012-4172-6.
- Frank-Walter Steinmeier. Die Biografie. Herder, Freiburg 2009, ISBN 3-451-03033-0.
- Die Politik der Echokammer: Wisconsin und die ideologische Polarisierung der USA. transcript, Bielefeld 2016 (Habilitationsschrift: Monologe in der Echokammer: Wisconsin und die ideologische Spaltung Amerikas), ISBN 3-8376-3607-0.
- Partei der Extreme: Die Republikaner: Über die Implosion des amerikanischen Konservativismus. transcript, Bielefeld 2016, ISBN 3-8376-3609-7.
- mit Lars Geiges: Frank-Walter Steinmeier. Die Biografie. Herder, Freiburg 2017, ISBN 978-3-451-37826-3.
- Amerika im kalten Bürgerkrieg. Wie ein Land seine Mitte verliert. wbg Theiss, Darmstadt 2020, ISBN 978-3-8062-4076-4.